# Hypsilophodon
Hypsilophodon ("Hypsilophusov zub") bio je rod ornitopoda iz razdoblja rane krede. Nastanjivao je današnju Englesku. 
Prvi ostaci Hypsilophodona pronađeni su 1849. godine, a 1869. godine imenovana je tipična vrsta, Hypsilophodon foxii. Mnogo ih je pronađeno i na otoku Wight i oni su omogućili da se bolje shvati njegova građa. Bio je malen dvonožac i biljojed (vjerojatno i svejed). Hypsilophodon je dosezao duljinu od 1,8 m i bio je težak oko 20 kilograma. Bio je sposoban za vrlo brzo trčanje. Imao je šiljastu glavu s oštrim kljunom koji je koristio za otkidanje biljaka.
U starijim istraživanjima bilo je mnogo netočnih zaključaka u vezi s Hypsilophodonom: da je živio na drveću, da je imao oklop, da je dosezao duljinu od 2,3 metra i da je živio i izvan Wighta. Tijekom prošlih desetljeća nova istraživanja polako su dokazivala da su te tvrdnje bile netočne.

## Otkriće i vrste
Prvi ostaci Hypsilophodona otkriveni su tijekom ranih dana paleontologije, 1849. godine, kada su radnici na otoku Wightu iskopali tzv. blok Mantell-Bowerbank. Jedanj njegov dio prodan je Gideonu Mantellu, a drugi prirodoslovcu Jamesu Scottu Bowerbanku. Tada se smatralo da kosti pripadaju mladom Iguanodonu: tako ga je prvo opisao Mantell 1849. godine, a potom i Richard Owen 1855. godine.
To mišljenje ostalo je do 1870. kada je paleontolog Thomas Henry Huxley, shvativši da je to zapravo nova vrsta, objavio potpuniji opis Hypsilophodona kakvog ga danas znamo. Godine 1868. odobren mu je pristup primjerku kojeg je u siječnju te godine pronašao velečasni William Fox, koji je ranije otkrio još ostataka te životinje. Taj primjerak uključivao je lubanju, koja nije pronađena na bloku Mantell-Bowerbank. Huxley je prvo obznanio novu vrstu tijekom jednog predavanja 1869. godine; tekst tog predavanja, koji je objavljen te iste godine, omogućio je prihvaćanje službenog naziva te životinje, pošto je priložen i njezin dovoljno kvalitetan opis. Huxley je 1870. godine to proširio u puni članak u kojem je on, kao prvi istraživač, primijetio da su pripadnici Ornithischia (koji u to vrijeme nisu bili poznati pod tim nazivom) imali preponsku kost okrenutu prema natrag, kao kod današnjih ptica.
Tipična vrsta nazvana je Hypsilophodon foxii. Postoji nesigurnost u vezi s nazivom roda, koji se često direktno prevodi s grčkog kao "zub s visokim grebenom". Zapravo ga je Huxley, analogno načinu na koji je rod Iguanodon dobio svoj naziv ("iguanin zub"), namjeravao nazvati prema nekom postojećem gušteru biljojedu, pa je u tu svrhu odabrao rod Hypsilophus i kombinirao njegov naziv s grčkim ὀδών, odon, "zub". Hypsilophodon prema tome znači "Hypsilophusov zub". Na Grčkom ὑψίλοφος, hypsilophos, znači "onaj koji ima visoku krijestu, onaj visoke krijeste" i odnosi se na kožu na leđima koja je kod tog guštera formirala lepezu, a ne na zube samog Hypsilophodona, koji ni u kojem slučaju nemaju visok greben.
Holotipni primjerak ovog roda, NHM R197, je lubanja koju je pronašao Fox. Blok Mantell-Bowerbank paratipni je primjerak; njegova dva dijela kombinirana su u kolekciji Prirodoslovnog muzeja kao primjerci NHM 28707, 39560-1.
Owen, međutim, nije bio uvjeren da Hypsilophodon predstavlja novi rod, pa ga je 1874. godine preimenovao u Iguanodon foxii. To je ipak ponovo odbio John Whitaker Hulke, koji je od Foxa dobio neke dodatne primjerke, 1874. godine opisao navodni očuvani štit, i 1882. objavio punu osteologiju vrste. U kasnijem razdoblju broj primjeraka povećao je Reginald Walter Hooley. Baron Franz Nopcsa je 1905. godine posvetio jedno istraživanje rodu Hypsilophodon, a to je isto 1936. uradio i William Elgin Swinton, prilikom postavljanja dva restaurirana kostura u British Museum of Natural History.
Moderna istraživanja o Hypsilophodonu počela su istraživanjima Petera Malcolma Galtona i njegovom tezom iz 1967. godine.
Iako se i dalje pronalaze novi primjerci, većina poznatih primjeraka Hypsilophodona otkrivena je između 1849. i 1921. godine i vlasništvo su Natural History Museuma koji je preuzeo kolekciju od Mantella, Foxa, Hulkea i Hooleya. U njoj se nalazilo oko dvadeset jedinki. Osim holotipnog i paratipnog, najznačajniji su primjerci: NHM R5829, kostur jedne velike jedinke; NHM R5830 i NHM R196/196a, kosturi mladih jedinki; i NHM R2477, blok s lubanjom i dvije izolirane kralježnice. Fosili s drugih lokacija, posebno s juga Britanije, iz Portugala i Španjolske, nekada su se priključivali rodu Hypsilophodon. Galton je 2009. godine, međutim, zaključio da su primjerci s juga Britanije bili ili neodredivi ili primjerci roda Valdosaurus, a da su primjerci iz ostatka Europe pripadali drugim vrstama koje su bile srodne Hypsilophodonu. To ostavlja primjerke s otoka Wight kao jedine poznate autentične primjerke roda Hypsilophodon. Ti primjerci pronađeni su u Sloju Hypsilophodona, metar debelom lapornom sloju koji je izložen u liniji dugoj 1200 metara koja se proteže duž hrbata Cowleaze usporedno s jugozapadnom obalom otoka Wighta. Dio je formacije Wessex i potječe iz razdoblja kasnog Barremija, prije oko 126 milijuna godina. Dojave da se Hypsilophodon može naći i u novijoj formaciji Vectis Galton je 2009. godine smatrao nedokazanim.
Trenutno je priznata samo jedna vrsta roda Hypsilophodon, Huxleyeva izvorna H. foxii. Galton i James Jensen su 1978./1979. godine, na temelju jedne bedrene kosti iz Južne Dakote, primjerka AMNH 2585 kojeg je 1891. pronašao George Reber Wieland, imenovali novu vrstu, Hypsilophodon wielandi. Tu se vrstu prije promatralo kao pokazatelj postojanja kopnenog mosta između Sjeverne Amerike i Europe, ali se sada smatra intermedijarnim primitivnim ornitopodom. Galton ga je 2009. godine razmatrao kao nomen dubium, zato što bi bedrena kost prema podrijetlu sedimenta mogla pripadati rodu Zephyrosaurus.

## Opis
Hypsilophodon je bio relativno malen dinosaur, premda ne tako malen kao, primjerice, Compsognathus. Za rod Hypsilophodon obično se procjenjuje maksimalna dužina od 2,3 metra. Taj je zaključak donio Galton u svom istraživanju iz 1974. kada je, na temelju jedne bedrene kosti (BMNH R 167) izračunao dužinu od 2,28 metara. Galton je 2009. godine, međutim, zaključio da je ta bedrena kost zapravo pripadala Valdosaurusu, te je smanjio dužinu Hypsilophodona na najviše 1,8 metara, jer je u tom slučaju najveći primjerak NHM R5829 s bedrenom kosti dužine 202 milimetra. Tipični primjerci dugi su oko 1,5 metara. Hypsilophodon je dosezao pola metra visine. Gregory S. Paul je 2010. godine procijenio težinu od 20 kg za životinju od dva metra.
Kao i većina malenih dinosaura, Hypsilophodon je bio dvonožan. Građa njegovog tijela bila je u potpunosti prilagođena trčanju. Lagan kostur, nizak, aerodinamičan stav tijela, dugi donji udovi i krut, imobiliziran rep za održavanje ravnoteže: sve mu je to omogućavalo da se kreće izuzetno brzo za njegovu veličinu. Galton je 1974. godine zaključio da spada u Ornithischije koji su bili najbolje prilagođeni trčanju.
Premda je živio u vremenu kad su živjeli i posljednji dinosauri, u kredi, Hypsilophodon je imao mnogo primitivnih osobina. Na primjer, imao je pet prstiju na gornjim udovima i četiri na stopalima. Kod Hypsilophodona je peti prst dobio specijaliziranu funkciju: pošto se mogao sklopiti nasuprot drugima, služio je za držanje hrane. Iako je imao kljun kao i većina pripadnika Ornithischia, Hypsilophodon je, također, zadržao pet šiljastih trokutnih zuba u prednjem dijelu gornje čeljusti. Za razliku od njega, većina dinosaura biljojeda se do rane krede razvila dovoljno da izgubi prednje zube; postoji, međutim, debata glede funkcije zuba kod Hypsilophodona, jer su oni možda služili u neke druge svrhe osim ishrane. U stražnjem dijelu gornje čeljusti nalazilo se do 11 zuba, a u donjoj do 16. Njihov broj je varirao, ovisno o veličini životinje. Zadnji zubi imali su oblik lepeze.
Lubanja Hypsilophodona bila je kratka i relativno velika. Njuška je bila trokutnog oblika, vrlo zašiljena i završavala je kljunom u gornjoj čeljusti, čiji je rub bio upadljivo niži od reda zuba u gornjoj čeljusti. Očne šupljine bile su vrlo velike. Koštani prsten od petnaest malenih koštanih pločica podržavao je vanjsku površinu oka. Stražnji dio lubanje bio je dosta visok s prilično velikom i visokom jagodičnom i kvadratojugalnom kosti, koje su odvajale visoko postavljen maleni otvor u lubanji iza očnih šupljina.
Kralježnica se sastojala od devet vratnih kralježaka, petnaest ili šesnaest leđnih, šest do pet križnih i oko 48 repnih kralježaka. Većina leđa i rep bili su ukrućeni dugim okoštalim tetivama koje su povezivale bodlje na vrhu kralježaka. Kosti koje su stršile iz donjeg dijela repnih kralježaka također su bile povezane okoštalim tetivama, koje su, međutim, bile drugačijeg oblika: bile su kraće, odvojene i tupe na jednom kraju, dok se vrh drugog (oštrog) kraja nalazio u prostoru između razdvojenih kostiju tupog kraja sljedeće okoštale tetive. Osim toga, postojalo je nekoliko protudirekcionalnih redova tih kostiju, koje su zbog toga izgledale kao kosti kod haringi; to je također potpuno imobiliziralo kraj repa.
Jedan krivi prikaz anatomijoe Hypsilophodona, koji se vrlo dugo održao, je taj da je on imao oklop. To je prvi put predložio Hulke 1874. godine, nakon što je pronađena jedna koštana ploča na području vrata. U tom slučaju bi Hypsilophodon bio jedini poznati ornitopod s oklopom. Kao što je 2008. godine istaknuo Galton, taj štit izgleda da potječe iz predjela trupa i nalazio se ispod kože, povezan s prsnim košem. Takav štit može se pronaći kod rodova Talenkauena i Thescelosaurusa i vjerojatno je bio rožnatog sastava.

## Filogenija
Huxley je u početku svrstao rod Hypsilophodon u porodicu Iguanodontidae. Godine 1882. Louis Dollo je stvorio odvojenu porodicu Hypsilophodontidae. Do sredine dvadesetog stoljeća to je postala prihvaćena klasifikacija, ali u ranom razdoblju 21. stoljeća kroz kladističke analize postalo je jasno da su hipsilofodontidi formirali neprirodnu, parafiletičnu grupu s uspješnim ograncima grupe Euornithopoda. Hypsilophodon se prema tome danas smatra jednostavno kao primitivni (eu)ornitopod. Unatoč tome što nisu zajedno formirale odvojenu granu, njemu slične životinje, koje su živjele od kasne jure do kraja krede, imale su sličnu građu i bile maleni biljojedi-trkači i očito su bile vrlo uspješne.

## Paleobiologija
Zbog svoje malene veličine, Hypsilophodon se hranio niskim raslinjem, a sudeći prema šiljastoj njušci, najviše je jeo dijelove biljaka s velikom hranjivom vrijednosti, kao što je korijenje i klice, slično kao i današnji jeleni. Struktura njegove lubanje, sa zubima postavljenima daleko natrag u čeljusti, snažno ukazuje na to da je imao obraze, koji su bili napredna osobina i pomagali su u obradi hrane. Imao je 23 do 27 zuba u gornjoj i donjoj čeljusti, s vertikalnim grebenima. Zubi u gornjoj čeljusti bili su okrenuti prema van, a oni u donjoj prema unutra, pa su se tako zubi u gornjoj čeljusti poklapali sa zubima u donjoj; može se zaključiti da su se oni na taj način i oštrili i trošili, a to je također funkcioniralo kao jednostavan mehanizam za žvakanje. Kao i kod gotovo svih dinosaura i zasigurno svih pripadnika Ornithischia, stalno su rasli novi zubi, jedni nasuprot drugih, s dva vala rasta od zadnjeg dijela čeljusti prema prednjem. Prosječna udaljenost između zuba istog vremena izbijanja bila je prilično malena kod Hyspilophodona, samo oko 2,3. Takav raspored zuba omogućavao je obradu prilično žilave hrane.
Rani paleontolozi na razne su načine prikazivali ovog malenog, dvonožnog dinosaura biljojeda. Hulke je 1882. godine pretpostavio da je Hypsilophodon bio četveronožac, ali i da se mogao penjati po drveću i stijenama, sudeći prema strukturi ruke koja mu je omogućavala grabljenje. Godine 1912. takav je način razmišljanja dalje razvijao austrijski paleontolog Othenio Abel. Zakljčivši da prvi prst na stopalu može funkcionirati kao palac, Abel je izjavio da je Hypsilophodon svoj život provodio na drveću i da su to radili svi primitivni dinosauri. Iako je u tu hipotezu sumnjao Nopcsa, prihvatio ju je danski istraživač Gerhard Heilmann koji je 1916. godine predložio da je četveronožni Hypsilophodon kao današnji klokan penjač Dendrolagus. Heilmann je 1926. godine ponovo promijenio mišljenje i porekao da se prvi prst mogao postaviti suprotno drugima zato što je prva kost donožja bila čvrsto povezana s drugom, ali je 1927. Abel odbio to da prihvati. U tome ga je 1936. godine podržao Swinton koji je tvrdio da je čak i prva kost donožja mogla nositi pokretan prst. Budući da je Swinton bio vrlo utjecajan popularizator dinosaura, to je ostalo prihvaćeno gledište više od tri desetljeća, pa se u većini knjiga Hypsilophodon prikazivao kako sjedi na grani drveta. Peter M. Galton je, međutim, 1969. godine izveo precizniju analizu mišićno-skeletalne strukture, u kojoj se pokazalo da je položaj tijela bilo vodoravan. Galton je 1971. godine detaljno opovrgnuo Abelove argumente, pokazavši da je prvi nožni prst bio netočno rekonstruiran i da se ni zakrivljenost pandži ni nivo pokretljivosti ramena i repa nisu mogli promatrati kao prilagodbe penjanju, pa je zaključio da je Hypsilophodon bio dvonožna životinja prilagođena trčanju. To je uvjerilo paleontološku zajednicu da je Hypsilophodon živio isključivo na tlu.
Malo se zna o staništu Hyspilophodona. Osim njegovih ostataka, ostaci drugih kralježnjaka u Sloju Hypsilophodona ograničeni su na ljuske jednog krokodilomorfa i jedne kornjače.
Nivo brige o mladunčadi kod ovog dinosaura nije definiran, s obzirom na to da nikada nisu pronađena gnijezda, iako su poznata uredno raspoređena gnijezda srodnih vrsta, što ukazuje na to da je i on posjedovao neki nivo brige o potomcima prije njihovog izlijeganja. Iako fosili Hypsilophodona nisu pripadali jednom krdu, već su se s vremenom nakupljali, često se smatra vrlo vjerojatnim da su živjeli u velikim grupama. Iz tih razloga se hipsilofodonti, a naročito Hypsilophodon, nazivaju "jelenima mezozoika". Mogućnost postojanja spolnog dimorfizma daje neke naznake o običajima razmnožavanja: Galton je smatrao vjerojatnim da su primjerci s pet umjesto šest križnih kralježaka pripadali ženskim jedinkama.

## Vanjske poveznice
- FPDM : Hypsilophodon foxii Arhivirana inačica izvorne stranice od 28. rujna 2011. (Wayback Machine), pristupljeno 3. lipnja 2014.
- DinoWight - Hypsilophodon, hipsilofodont s otoka Wight, pristupljeno 3. lipnja 2014.